# Stig Prinzell
Stig Elvir Prinzell, född 16 februari 1928 i Malmö (Västra Skrävlinge församling), död 30 oktober 2018 i Solna distrikt i Stockholms län, var en svensk militär.

## Biografi
Prinzell avlade officersexamen vid Krigsskolan 1953 och utnämndes samma år till fänrik i armén. Han befordrades 1964 till kapten vid Göta luftvärnsregemente och överfördes 1965 till Fälttygkåren. Han tjänstgjorde 1968–1969 vid Roslagens luftvärnsregemente och befordrades 1969 till major i Fälttygkåren. År 1972 utnämndes han till överstelöjtnant i Tekniska stabskåren och var därefter bataljonschef vid Roslagens luftvärnsregemente 1973–1977. Han var chef för Sveriges FN-bataljon 62 M i Sinai 1976 och befordrades 1977 till överste, varpå han var chef för Luftvärnsskjutskolan 1977–1980 och chef för Roslagens luftvärnsregemente 1980–1988.
Stig Prinzell var son till trädgårdsmästaren Anders Nilsson och dennes hustru Sofia. Han gifte sig 1952 med Ingegärd Prinzell (1925–2015). Makarna Prinzell är begravda på Solna kyrkogård.

## Utmärkelser
- Riddare av första klass av Svärdsorden, 1971.[6]